# NBC Sports Radio
NBC Sports Radio es una red de radio deportiva que debutó el 4 de septiembre de 2012. El contenido de la red es producido por NBC Sports Group y distribuido por Westwood One, que es el sucesor corporativo de los restos de la NBC Radio Network que se disolvió en los años 1980. NBC Sports Radio está disponible a través de más de 300 afiliados en los Estados Unidos a partir de septiembre de 2013, así como a través de la transmisión en vivo en NBCSportsRadio.com, NBCSports.com, WestwoodOneSports.com y los sitios web de los afiliados. Su lanzamiento convirtió a NBC en la última red de transmisión importante con una red de radio deportiva para complementar su división deportiva. El 1 de enero de 2019, NBC Sports Radio cambió de una fuente de red de tiempo completo 24/7 a un servicio que ofrece noticias de deportes y ofertas sindicadas.

## Programación
La programación de NBC Sports Radio comenzó a transmitirse de 7:00 p. m. a 5:00 a. m., días de la semana (ET), pero las actualizaciones de los deportes se transmitieron a cada hora, durante toda la semana. En enero de 2013, NBC Sports Radio lanzó la programación de fin de semana a partir del sábado a las 7:00 a. m. y finalizando el lunes a la 1:00 a. m.. NBC Sports Radio tenía un programa de programación semanal completo a partir del lunes 8 de abril de 2013.

### Deportes en vivo
A partir de las Finales de la Copa Stanley 2016, NBC Sports Radio relanzó las transmisiones nacionales de NHL Radio, que no se habían escuchado en todo el país desde 2008. La temporada 2016-17 trajo juegos de temporada regular, el Juego de Estrellas, un juego de playoffs de la semana, ambas finales de conferencia, y las finales de la Copa Stanley a la red.
NBC Sports Radio también tiene los derechos de la Triple Crown of Thoroughbred Racing.

## Descontinuación de la programación en red
El 29 de noviembre de 2018, Westwood One anunció que NBC Sports Radio ya no funcionará como una red de tiempo completo y se cambiará a un servicio sindicado simplificado que proporciona noticias de transmisión 24/7 en la parte superior e inferior de la hora. El 1 de enero de 2019, la red presentó dos programas, PFT Live con Mike Florio por las mañanas y un renacimiento de The Daily Line, basado en los fanáticos, por las tardes. Si bien no se mencionó en el anuncio, la programación deportiva en vivo que NBC Sports Radio llevó también continuaría, y la NHL Winter Classic 2019 se emitió en NBC Sports Radio sin verse afectada. Los anfitriones Newy Scruggs, Keith Irizarry, Mark Malone y Dan Schwartzman ya no formarán parte de la alineación, aunque sus programas continúan disponibles en línea. Westwood One mencionó la creciente competencia entre las redes de radio deportiva (Westwood One estaba compitiendo efectivamente entre sí, ya que también distribuyó CBS Sports Radio) como un factor, así como la incapacidad de la red para atraer afiliados prominentes (a diferencia de CBS Sports Radio, que tiene una afiliación principal con Entercom y Cumulus Media Outlets, NBC no tenía afiliaciones importantes a grupos de estaciones y dependía en gran medida de afiliados independientes de gama baja.

## Anfitriones notables
- Mike Florio - Pro Football Talk
- Rodney Harrison - Safety Blitz

## Horario de programación

### Días laborables
Horario del este
- Pro Football Talk en vivo con Mike Florio (6:00 a. m. - 9:00 a. m. para el viaje matutino de la costa este, repetido de 9:00 a. m. - 12:00 p. m. para el viaje matutino de la costa oeste)
- The Daily Line con Tim Murray y Michael Jenkins (3:00 p. m. - 7:00 p. m.)

### Sábados
Horario del este
- Lo mejor de Pro Football Talk en vivo con Mike Florio (5:00 a. m. - 7:00 a. m.)
- Safety Blitz con Rodney Harrison (7:00 a. m. - 9:00 a. m.)

## Colaboradores notables
Los colaboradores y comentaristas regulares de NBC Sports Radio incluyen:
- Bob Costas
- Tony Dungy
- Michele Tafoya
- Mike Florio
- Michelle Beadle
- Peter King
- Hines Ward
- Doug Flutie
- Stan Van Gundy
- Bobby Valentine

## Actualizaciones de radio
Las actualizaciones de NBC Sports Radio están en la parte superior e inferior de la hora.